# 國際危機組織
國際危機組織 (英語：International Crisis Group，縮寫：ICG) 是一個非營利組織及非政府組織 。其任務是致力於防止戰爭爆發、促進危機的預防與管理並協助政府制定政策，以建設一個更加和平的世界。

## 歷史
1995年世界銀行副總裁馬克·馬洛赫·布朗，與前外交官艾莫惠（前美國駐中華民國台北大使館領事、駐香港總領事館政治官）、弗雷德於紐約市立大學成立了此組織，當時是為了解決1995年的車臣衝突。其目的是建立一個機構，完全獨立於任何政府，以協助各國政府，政府間機構和廣大國際社會在預防致命的衝突。

## 組織和宗旨
國際危機組織致力於創造一個更加安全的世界，使所有人免受戰爭威脅、得到保護，並追求更充實和繁榮的生活。
組織的使命是防止或結束全球範圍內的致命衝突，並將其破壞降至最低。

在該組織 2023 年發布的組織介紹《Introduction to Crisis Group》中提到：

"在戰爭迫在眉睫時，我們會發出警報；在戰爭爆發時，我們致力於制止；在戰爭持續時，我們尋求減輕其造成的痛苦。"
該組織認為，和平不僅僅是戰爭的結束。持久和平的基石包括更具包容性的政治體系、穩定提供基本公共物品和公共服務，以及維護人權和法治的代表性和問責制機構。
組織的核心目標是通過分析和建議，促使政策制定者採取行動，為和平服務。為達成此目標，國際危機組織在衝突地區進行獨立研究，努力與各方對話，並向有能力改變現狀的人士提供專業建議和政策方案。

## 現任成員
截至2024年5月，國際危機組織董事會有 49 名成員。

Giustra 基金會暨 Acceso 創辦人 Frank Giustra 於 2020 年成為聯合主席。阿根廷前外交部長、聯合國秘書長辦公室主任 Susana Malcorra 於 2021 年加入擔任聯合主席。

其總裁兼首席執行官2021年12月以來為 Comfort Ekhuase Ero 博士。

## 資金
國際危機組織資金來自各國政府、慈善基金會、公司和個人捐助者。 截至2023年6月30日財政年度，有 39％ 的資金來自 23 個不同的政府及國際組織，而34％來自15個慈善團體，以及 21％ 來自個人和私人基金會。

## 辦公室配置
國際危機組織總部設在布魯塞爾，而宣傳辦公室設在 華盛頓特區 (其法定宣傳辦公室位置), 紐約, 倫敦 及莫斯科. 該組織目前擁有17外地辦事處 (分為 阿布賈, 阿曼, 比什凱克, 波哥大, 開羅, 可倫坡, 達卡, 杜尚別, 伊斯坦堡, 雅加達, 喀布爾, 加德滿都, 內羅畢, 太子港, 普里什蒂納, 首爾 及 第比利斯), 則分析師工作在超過50個受危機影響的國家和地區的跨越四個大洲。

### 該組織活躍的地區
- 非洲:  安哥拉,  ,  ,  ,  刚果民主共和国,  衣索比亞,  ,  几内亚,  利比亞,  奈及利亞,  卢旺达,  ,  ,  南非,  苏丹,  乌干达,  辛巴威、 南蘇丹
- 亞洲  阿富汗,  ,  中国大陆,  賽普勒斯,  印度,  印度尼西亞,  ,  ,  緬甸,  尼泊尔,  ,  巴基斯坦,  菲律賓,  新加坡,  臺灣,  ,  泰國,  东帝汶,  ,  斯里蘭卡,
- 歐洲:  阿尔巴尼亚,  亞美尼亞,  ,  ,  賽普勒斯,  ,  科索沃,  蒙特內哥羅,  塞爾維亞,  塞爾維亞
- 拉丁美洲:  玻利维亚,  哥伦比亚,  ,  海地,  委內瑞拉
- 中東/北非:  阿尔及利亚,  巴林,  埃及,  伊朗,  伊拉克,  以色列/  巴勒斯坦,  约旦,  黎巴嫩,  摩洛哥,  沙烏地阿拉伯,  叙利亚

## 重要成員
- Mike McGovern—At 2/09, a professor at Yale University and former West Africa director of ICG, being quoted relative to Al Qaeda and Al-Qaeda Organization in the Islamic Maghreb, or A.Q.I.M.[7]

## 外部連結
- 國際危機組織（页面存档备份，存于）（英文）
- International Crisis Group: The Problem Solvers （页面存档备份，存于） in Asia's Heroes 2005 by Aryn Baker, TIMEasia, October 3, 2005